# Al Santos
Alfredo "Al" Santos (13 de julio de 1976) es un modelo, actor y productor estadounidense, más conocido por haber interpretado a Johnny Bishop en la serie Grosse Pointe, transmitido por la cadena WB Television Network.

## Carrera

### Modelaje
Santos ha modelado bajo la agencia de modelos Ford Models para marcas importantes como Armani, Versace, Valentino, Abercrombie & Fitch, entre otras.

### Actuación
Su primera participación en la televisión fue en 2001 en la serie Nash Bridges; posteriormente interpretaría a Johnny Bishop en la serie Grosse Pointe y en The Help como Ollie. Tuvo dos apariciones en la serie CSI: Nueva York, en 2007 y 2008.
Su incursión en el cine fue con la cinta Jeepers Creepers 2, estrenada en 2003; más tarde actuaría en American Gangster estrenada en 2007; actuó y fue coproductor en la cinta Geezas en 2011; también en ese año actuó, produjo y escribió el guion de la película Love Is a Hurtin' Thing.

## Filmografía

### Cine
| Año  | Película                | Personaje           | Director       |
| ---- | ----------------------- | ------------------- | -------------- |
| 2011 | Love Is a Hurtin' Thing | Marlon Brando       | --             |
| 2011 | Geezas                  | Paul                | --             |
| 2009 | 2 Dudes and a Dream     | Chucky Stevenson    | Nathan Bexton  |
| 2008 | Killer Movie            | Luke                | Jeff Fisher    |
| 2007 | Lost Signal             | Kevin Healy         | Brian McNamara |
| 2007 | American Gangster       | Alfredo Luis Santos | Ridley Scott   |
| 2006 | Mustang Sally           | Ryan                | Iren Koster    |
| 2003 | Jeepers Creepers 2      | Dante Belasco       | Victor Salva   |

### Televisión
| Año       | Programa        | Personaje                    |
| --------- | --------------- | ---------------------------- |
| 2007-2008 | CSI: Nueva York | Ollie Barnes                 |
| 2004      | The Help        | Ollie                        |
| 2001      | That's Life     | Peter                        |
| 2001      | Nash Bridges    | Matthew                      |
| 2000-2001 | Grosse Pointe   | Brad Johnson / Johnny Bishop |